# Ratos
Ratos (von Ragnar und Torsten Söderberg) ist eine schwedische Investmentgesellschaft. Die Familie Söderberg hält 35,6 % der Anteile und die Mehrheit der Stimmrechte.

## Beteiligungen
Quelle:
| Unternehmen            | Tätigkeit                             | Umsatz in Mio. SEK 1 € = 11,125 Skr | Kaufjahr  | Anteil |
| ---------------------- | ------------------------------------- | ----------------------------------- | --------- | ------ |
| AH Industries          | Metallverarbeitung                    | 714                                 | 2007      | 70 %   |
| Aibel                  | Ölfelddienstleistungen                | 9.319                               | 2013      | 32 %   |
| ArcusGruppen           | Spirituosen                           | 2.548                               | 2005      | 83 %   |
| Biolin Scientific      | Messinstrumente                       | 215                                 | 2010      | 100 %  |
| Bisnode                | Wirtschaftsinformationen              | 3.502                               | 2005      | 70 %   |
| DIAB                   | Sandwich-Wabenstrukturen              | 1.157                               | 2001      | 96 %   |
| EuroMaint              | Eisenbahn-Instandhaltung              | 2.274                               | 2007      | 100 %  |
| GS-Hydro               | Schweißlose Rohrverbindungen          | 1.315                               | 2001      | 100 %  |
| HENT                   | Baufirma (Norwegen)                   | 4.865                               | 2013      | 73 %   |
| HL Display             | Regaloptimierung für den Einzelhandel | 1.509                               | 2001/2010 | 99 %   |
| Jøtul                  | Öfen                                  | 920                                 | 2006      | 93 %   |
| KVD (Kvarndammen)      | Gebrauchtwagen                        | 315                                 | 2010      | 100 %  |
| Ledil                  | LED-Optik                             | 243                                 | 2014      | 66 %   |
| Mobile Climate Control | Offroad-Klimaanlagen                  | 1.021                               | 2007      | 100 %  |
| Nebula                 | Software                              | 261                                 | 2013      | 73 %   |
| Oase Outdoors ApS      | Camping- und Outdoor Equipment        |                                     | 2016      | 78 %   |
| Speed Group            | Personaldienstleistungen              | 412                                 | 2015      | 70 %   |
| TFS                    | Klinische Studien                     |                                     | 2015      | 60 %   |